# Cratere Mezentius
Mezentius è un cratere sulla superficie di Dione. Trae nome dal mitologico tiranno etrusco Mezenzio.